# Губен
Губен (нім. Guben) — місто в Німеччині, розташоване в землі Бранденбург. Входить до складу району Шпре-Найсе.
Площа — 43,75 км2. Населення становить 16 656 осіб (станом на 31 грудня 2020).

## Географії

### Адміністративний поділ
Місто складається з 8 районів:
- Альтштадт
- Шпруке
- Райхенбах
- Брезінхен
- Дойловіц
- Грос-Брезен
- Кальтенборн
- Шлагсдорф

## Демографія
- Динаміка населення з 1875 року в сучасних кордонах (Синя лінія: населення; Пунктир: відносна порівняльна динаміка населення землі Бранденбург; Сірий фон: період Третього рейху; Помаранчевий фон: період НДР)
- Динаміка населення (синя лінія) і прогнози

## Галерея

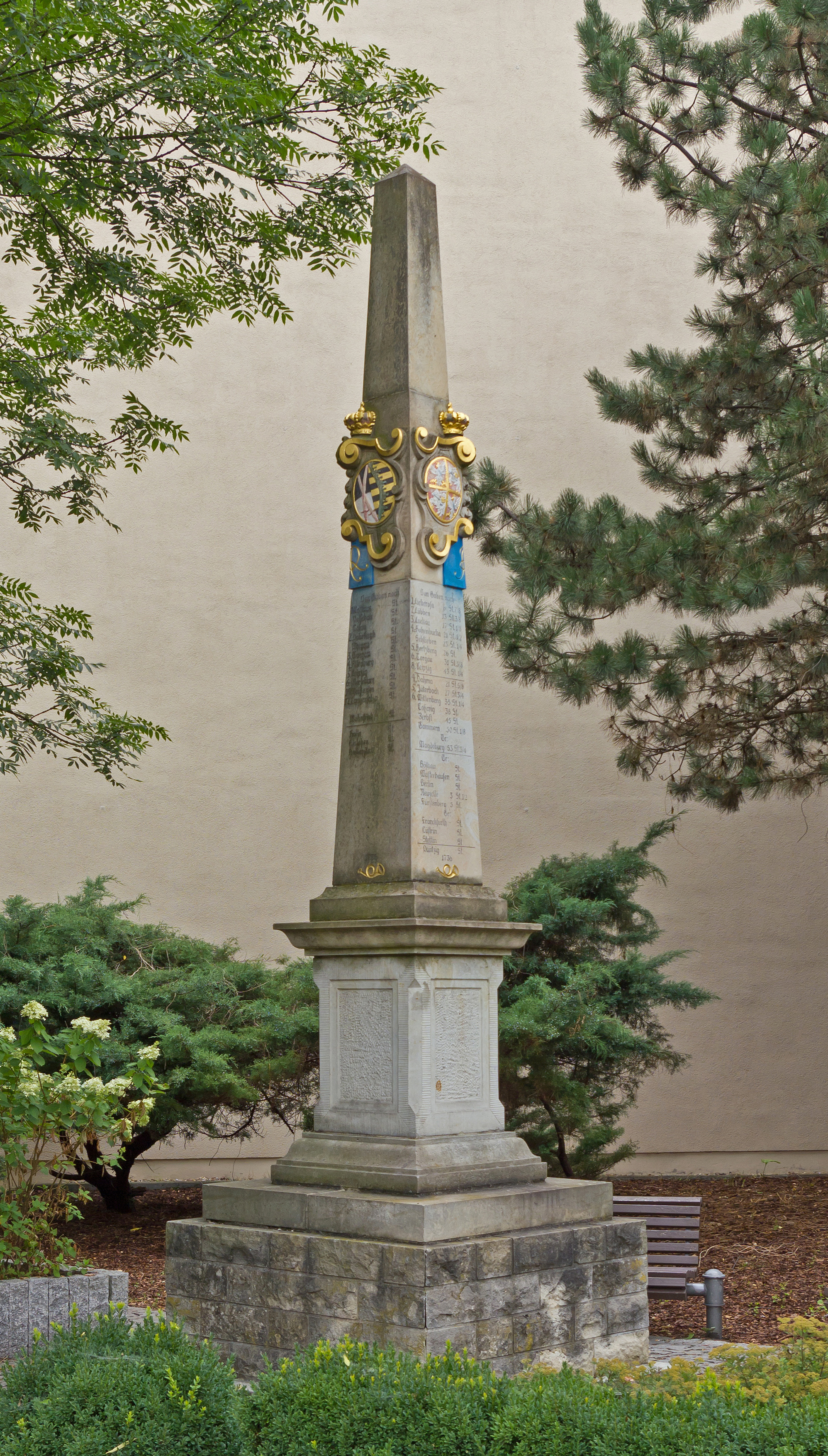
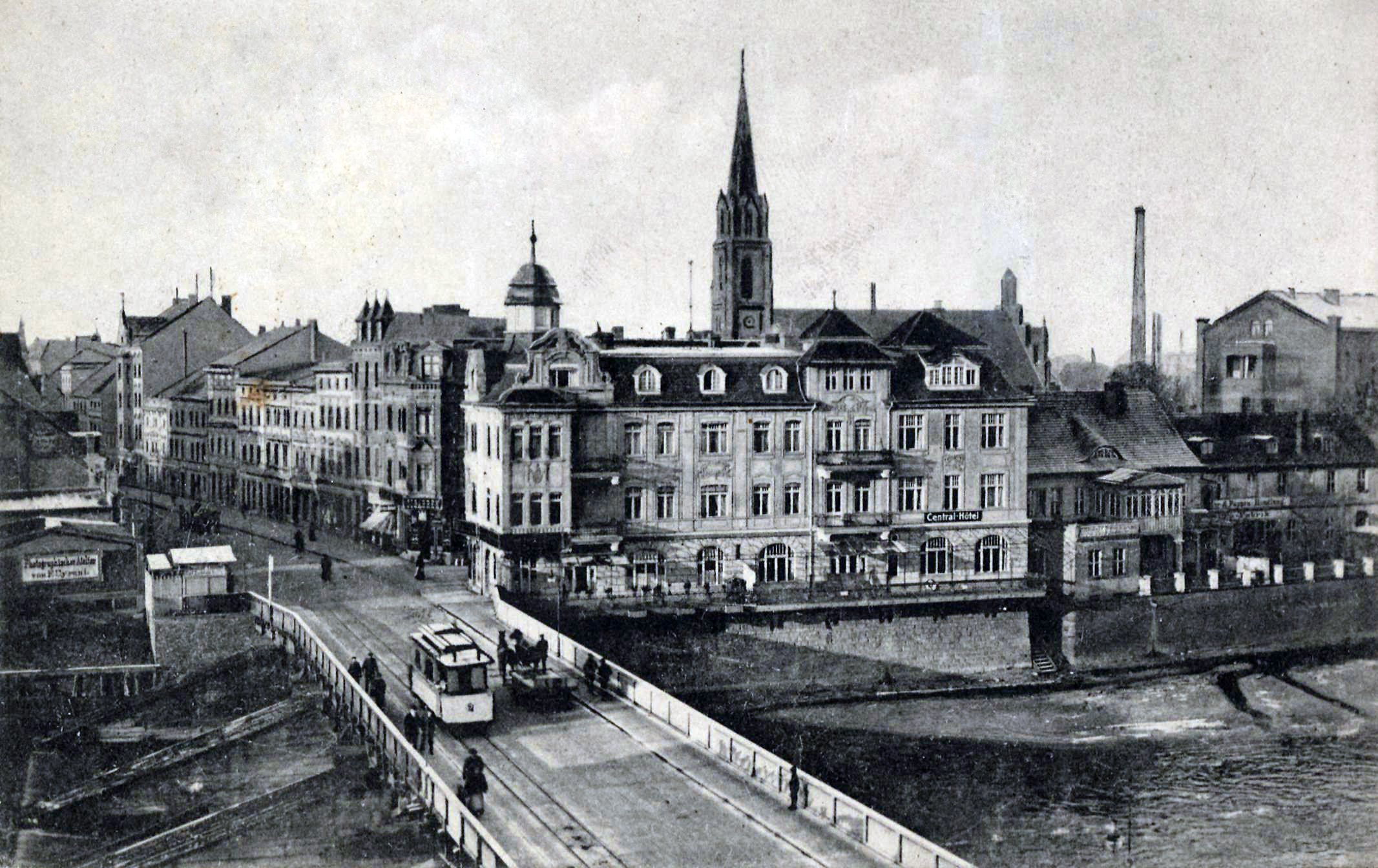
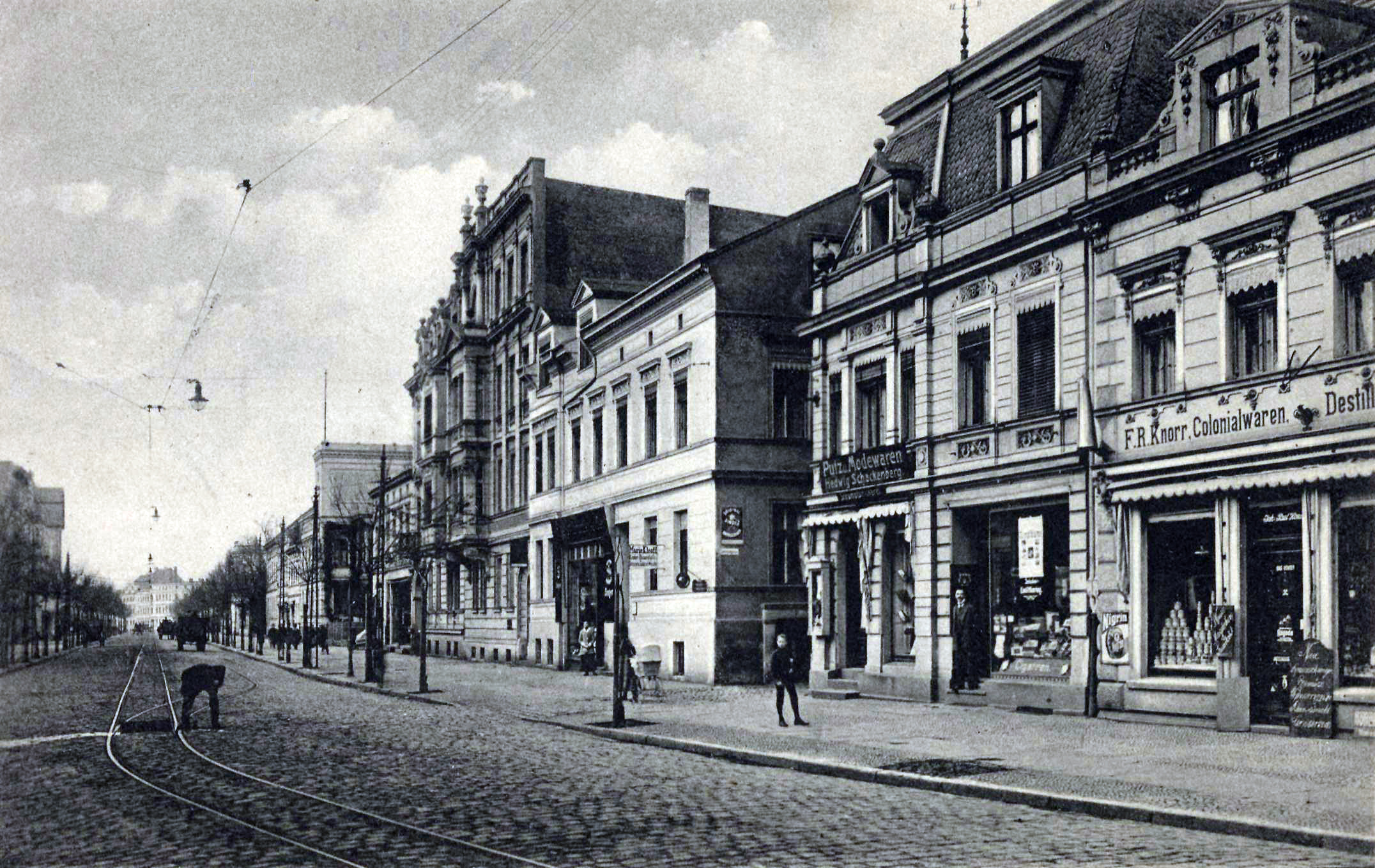
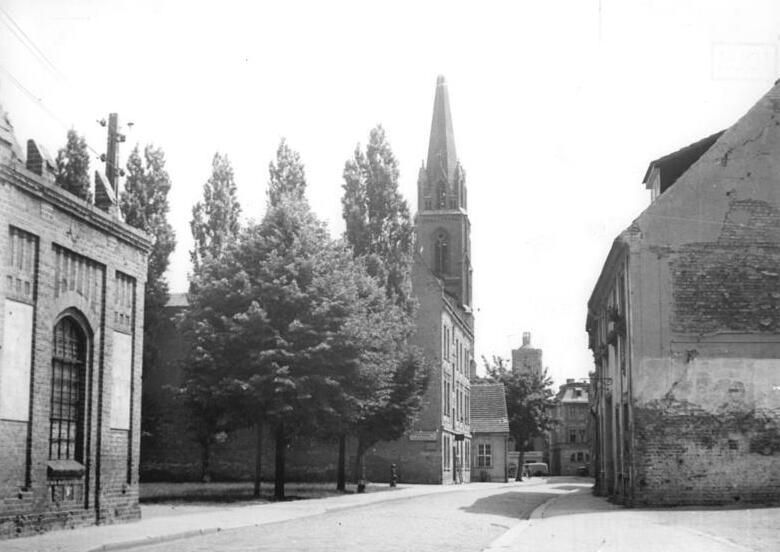
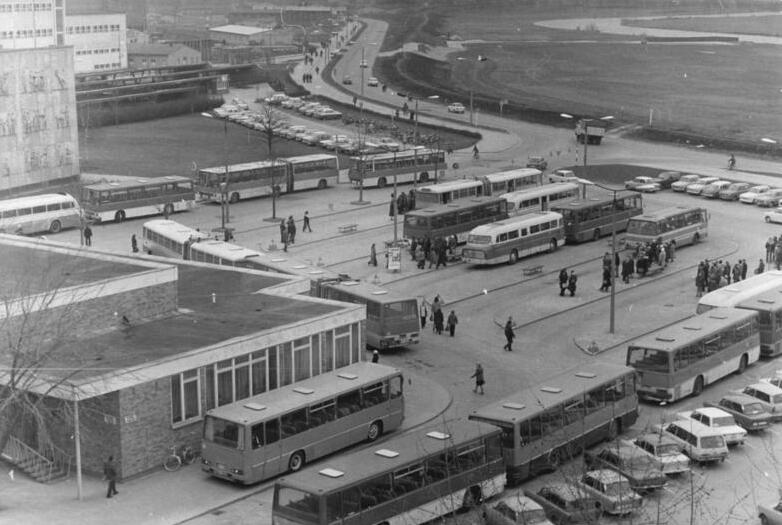